# Konrad von Preysing
Johann Konrad Augustin Maria Felix kardinál hrabě von Preysing-Lichtenegg-Moos (30. srpna 1880, Schloss Kronwinkl – 21. prosince 1950, Berlín) byl německý kardinál, biskup eichstättský (1932–1935) a arcibiskup berlínský (1935–1950).

## Život
Společně se svým bratrancem bl. Clemensem Augustem von Galenem, biskupem münsterským patřil k nejhlasitějším odpůrcům nacismu. V roce 1933 se postavil proti uzavření Říšského konkordátu a při návštěvě Říma se pokoušel Pia XI. přesvědčit, aby jej odmítl. Pius XII. jej dne 18. února 1946 jmenoval kardinálem ve třídě (ordo) kardinál-kněz.